# Scaptomyza concinna
Scaptomyza concinna är en tvåvingeart som beskrevs av Hardy 1965. Scaptomyza concinna ingår i släktet Scaptomyza och familjen daggflugor. Inga underarter finns listade i Catalogue of Life.